# Chiến tranh Tấn – Ngô (280)
Chiến tranh Tấn-Ngô 279-280 là cuộc chiến cuối cùng thời Tam Quốc trong lịch sử Trung Quốc. Vua Tây Tấn là Tư Mã Viêm phát động chiến tranh và nhanh chóng tiêu diệt nước Đông Ngô (được hình thành từ đầu thế kỷ 3) chỉ sau một chiến dịch. Cuộc chiến tranh này gắn liền với sự kiện nhà Tây Tấn thống nhất toàn quốc, thời Tam Quốc kết thúc.

## Sự chuẩn bị của Tây Tấn

### Trước năm 279
Vào năm 263, Chiến tranh Thục-Ngụy (263-264) do Tư Mã Chiêu sai Chung Hội, Đặng Ngãi dẫn quân tiêu diệt, kết quả Tào Ngụy thâu tóm miền đất phía Tây Thục, quân số gấp 6 lần Đông Ngô.
Năm 265, Chiêu mất Tư Mã Viêm lên thay ép Tào Hoán thoái vị, nhà Tây Tấn thành lập.

## Diễn biến
Sau khi nhà Tấn thành lập năm 265. Tấn Vũ Đế cho nhân dân nghỉ ngơi, quân đội giảm nhẹ căng thẳng. Sau gần 15 năm nghỉ ngơi, mùa đông năm 279, Tư Mã Viêm lệnh cho Vương Tuấn, Đỗ Dự tổng động viên quân đội tấn công Đông Ngô, thống nhất đất nước.

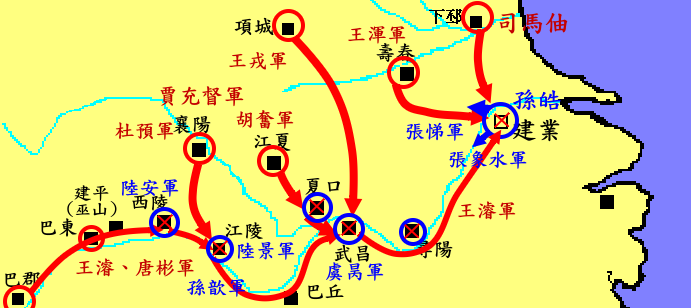
Các mũi tiến công của quân Tấn

Năm 279, thứ sử Ích châu Vương Tuấn và thái úy Đỗ Dự đều dâng biểu nói Tôn Hạo vô đạo, nước Ngô suy yếu nên nhân lúc này mà tiến đánh, hoàn thành vương nghiệp. Vũ Đế nghe theo. Tháng 11 năm đó, dùng Trấn nam đại tướng quân Đỗ Dự làm đại đô đốc, dẫn mười vạn quân ra mặt Giang Lăng; sai Trấn đông đại tướng quân Lang Nha vương Tư Mã Du ra mặt Từ Trung; Yên đông đại tướng quân Vương Hồn ra mặt Hoành Giang; Kiến uy tướng quân Vương Nhung ra mặt Vũ Xương; Bình nam tướng quân Hồ Phấn ra mặt Hạ Khẩu; mỗi người dẫn năm vạn quân tuân theo hiệu lệnh của Đỗ Dự. Lại sai Long Nhương tướng quân Vương Tuấn, Quảng vũ tướng quân Đường Bân xuôi thuyền xuống phía đông. Quân mã thủy bộ cả thảy hơn hai mươi vạn, chiến thuyền vài vạn. Lại sai Quán quân tướng quân là Dương Tế ra đóng ở Tương Dương để coi xét các mặt.
Đầu năm 280, Đỗ Dự đưa quân theo hướng Giang Lăng, Vương Hồn xuất Hoành Giang, công đánh Trấn, Thú của Ngô. Tháng 2 ÂL, Vương Tuấn, Đường Bân phá Đan Dương. Người Ngô một trăm cuộn dây xích, mỗi cuộn dài vài trăm trượng, mỗi vòng xích nặng hai ba mươi cân. Dọc theo bờ sông, nội chỗ nào khẩn yếu, thì giăng dây xích ra mà chắn lối thuyền đi. Lại đúc vài vạn cọc sắt, mỗi cái dài hơn một trượng, cắm ngầm ở dưới đáy nước để ngăn quân của Vương Tuấn. Đỗ Dự cho làm người giả, cũng mặc áo giáp cầm khí giới, đứng chung quanh bè, thuận dòng thả xuống. Quân Ngô trông thấy tưởng là người thật, chạy trốn mất cả. Những cọc sắt vướng và bè, đều bị kéo bật cả đi. Trên bè lại có cây đình liệu to, dài vài trượng, to hơn mười ôm, trong vẩy dầu mở, phàm chỗ nào có dây xích, thì đốt cây đình liệu lên, hun vào vòng xích, chỉ một lát xúc xích đứt gẫy, thuyền quân Tấn cứ thế qua sông. Đỗ Dự lần lượt chiếm được các thành Tây Lăng, Kinh Môn, Di Đạo, dùng phục binh đánh bại quân của đô đốc Đông Ngô Hoa Hâm rồi sai Nha môn Chu Chỉ dẫn tám trăm thủy thủ chở thuyền nhỏ sang ngầm sông Trường Giang. Lúc Hoa Hâm chạy về đến thành, thì tám trăm quân của Chu Chỉ nhân lúc xốn xáo, cũng chạy lẫn cả vào trong thành, sau đó bắt được Hoa Hâm. Thủy quân đô đốc Lục Cảnh cũng bị quân Tấn giết mất. Sau đó lại đánh chiếm Giang Lăng. Suốt một dải Nguyên, Tương đến mãi Giao, Quảng, các quận mang ấn ra hàng. Dự sai người cầm cờ tiết đi phủ dụ nhân dân, rồi tiến binh đánh vào Vũ Xương. Giang hạ thái thủ lưu lãng, Đốc Vũ xương chư quân Ngu Bỉnh (con Ngu Phiên) dâng thành hàng Tấn.
Đỗ Dự lại đưa quân đánh lấy Kiến Nghiệp. Trước đó Tôn Hạo theo lời Thừa tướng Trương Đễ, đốc Đơn Dương thái thú Thẩm Oánh, Hộ quân Tôn Chấn, phó quân sư Gia Cát Tịnh đem 30000 quân vượt sông giao chiến. Oánh, Tịnh khuyên Đễ đầu hàng Tấn để bảo toàn gia thuộc, Đễ thà chết không chịu bỏ trốn hoặc đầu hàng, vì đó là nỗi nhục lớn. Nhưng ra quân trận nào cũng thua cả, Gia Cát Tịnh đã bỏ đi. Cuối cùng Trương Đễ, Tôn Chấn, Thẩm Oánh... hơn 7800 người bị giết.
Vương Tuấn từ Vũ Xương xuôi dòng Trường Giang đến Kiến Nghiệp, Tôn Hạo sai Du Kích tướng quân Trương Thượng đem vạn quân ra chống, nhưng họ đã đầu hàng, người Ngô lo sợ. Vốn Tôn Hạo sủng tín tên hoạn quan Sầm Hồn chẳng khác gì Hậu chủ bên Thục tín nhiệm Hoàng Hạo. Đến đây hơn trăm đại thần cùng tâu
Bắc quân kéo tới nơi, quân ta bị thua, Bệ hạ có biết là tại sao không?
Hạo không biết. Các đại thần nói:
Tai họa hôm nay là do Sầm Hồn gây ra
Bất đắc dĩ Ngô chủ phải đồng ý giết Sầm Hồn để trấn an quân dân. Lúc này Đào Tuấn nghe tin Vũ Xương đã mất bèn về Kiến Nghiệp, xin thêm hai vạn quân và thuyền lớn. Hạo bằng lòng, ban tiết việt và binh lính, nhưng trên đường đi thì quân lính trốn hết trong đêm. Tư đồ Hà Thực, Kiến Uy tướng quân Tôn Yến đều đầu hàng. Tôn Hạo thất kinh, cuối cùng theo lời bàn của Trung thư lệnh Hồ Sung, quang lộc huân Tiết Oánh bắt chước Thục chúa ngày trước, dâng đất nước xin hàng. Ông chuẩn bị một cỗ áo quan và tự trói mình lại, dẫn thái tử Tôn Cẩn, Lỗ vương Tôn Kiền cùng mười mấy quan viên đến dinh Vương Tuấn xin hàng. Ông còn viết thư cho các tướng lĩnh khác, bảo họ hàng nốt. Đông Ngô gồm 4 châu, 43 quận, 523000 hộ, 23000 vạn binh đều thuộc về Tây Tấn. Nước Ngô diệt vong kể từ đây.
Trận chiến này được nhắc đến trong Tam Quốc diễn nghĩa hồi 120. Tam Quốc diễn nghĩa ghi lại bài thơ than rằng
Thuyền đâu mặt nước cuộn mênh mông?/Vượng khí Kim Lăng hết sạch không./Khóa sắt nghìn tầm chìm đáy nước/Cờ hàng một lá rủ đầu thành./Cuộc đời dâu bể bao chìm nổi,/Cảng sắc non sông vẫn biếc xanh./Qua cại ngắm xem thành lũy trước,/Gió thu hiu hắt cảnh buồn tênh!

## Hậu quả và ý nghĩa
Chiến dịch kết thúc với thắng lợi hoàn toàn của Tây Tấn. Đông Ngô thua trận và diệt vong. Nước ra đời chính thức sau cùng và tồn tại lâu nhất thời Tam Quốc bị tiêu diệt. Cuộc chiến kết thúc đánh dấu thời điểm bắt đầu của thời kỳ thống nhất và hòa bình ngắn ngủi của Trung Quốc sau gần 100 năm loạn lạc và chia cắt.